# ترش و شیرین (فیلم ۲۰۱۰)
ترش و شیرین (به هندی: Khatta Meetha)فیلمی محصول سال ۲۰۱۰ و به کارگردانی پریادارشان است. در این فیلم بازیگرانی همچون آکشی کومار، تریشا، اورواشی شارما، راجپال یاداو، آسرانی، جانی لور، کولبوشان کارباندا، آریونا ایرانی، تینو آناند، جایدیپ اهلاوات، کاینات ارورا ایفای نقش کرده‌اند.

## داستان
ساچین تیچیکوله(آکشی کومار) یک پیمانکار است که پروژه‌های عمرانی دولتی انجام می‌دهد اما چون آدم درستکاری است، همیشه بدهی بالا می‌آورد و مشکل دارد و پدرش او را سرزنش می‌کند اما برادران و شوهرخواهر او به همین کار پیمانکاری مشغولند اما چون اهل رشوه و حقه بازی هستند در کارشان موفق محسوب می‌شوند همه چیز به همین منوال پیش می‌رود تا این که ساچین تیچیکوله موفق می‌شود غلتک توقیفی خود را در دادگاه پس بگیرد و…